# (5045) Hoyin
(5045) Hoyin (1978 UL2) – planetoida z pasa głównego asteroid okrążająca Słońce w ciągu 5,56 lat w średniej odległości 3,14 j.a. Odkryta 29 października 1978 roku.